# Alitalia

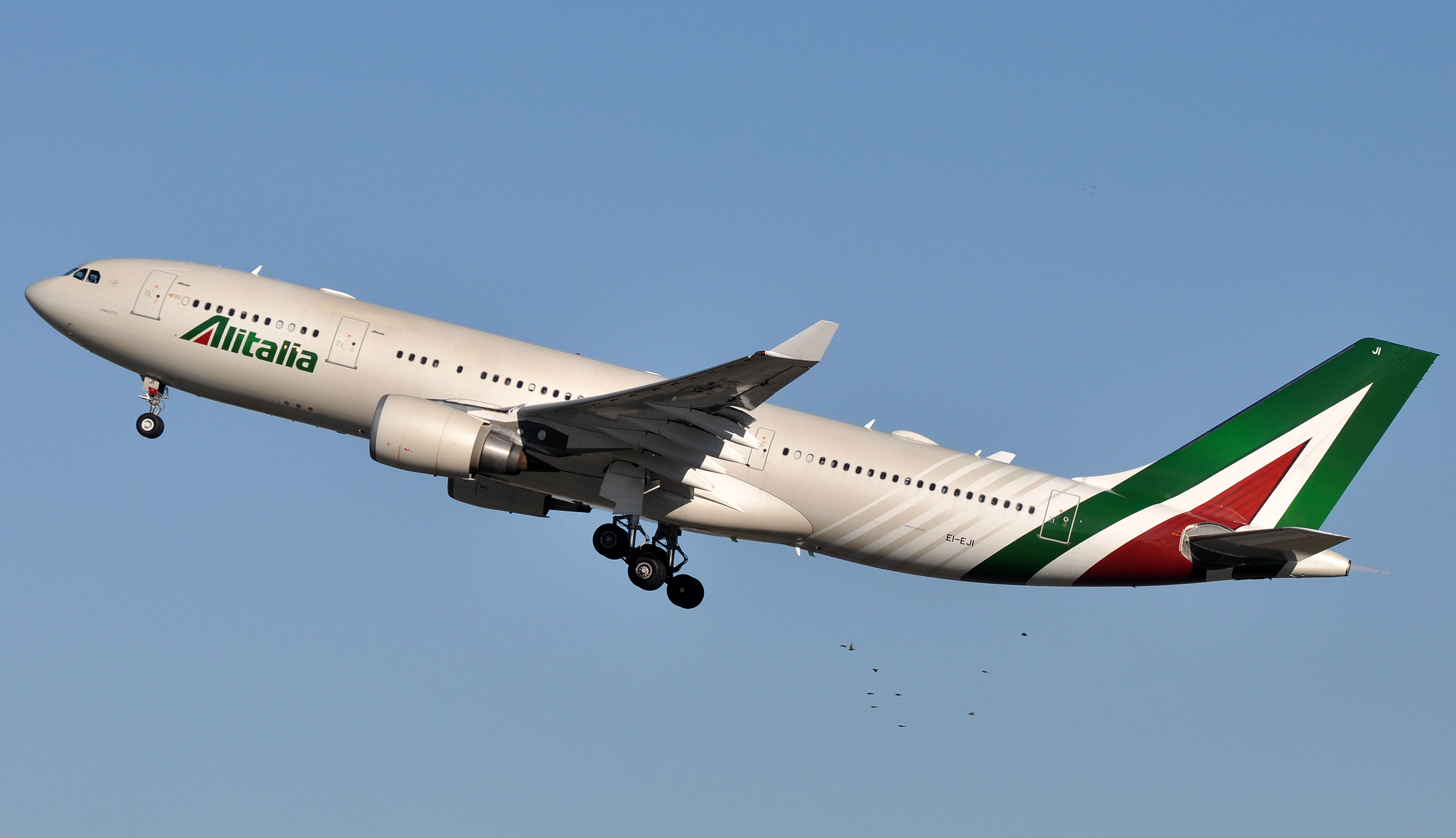
Airbus A330 w barwach Alitalia

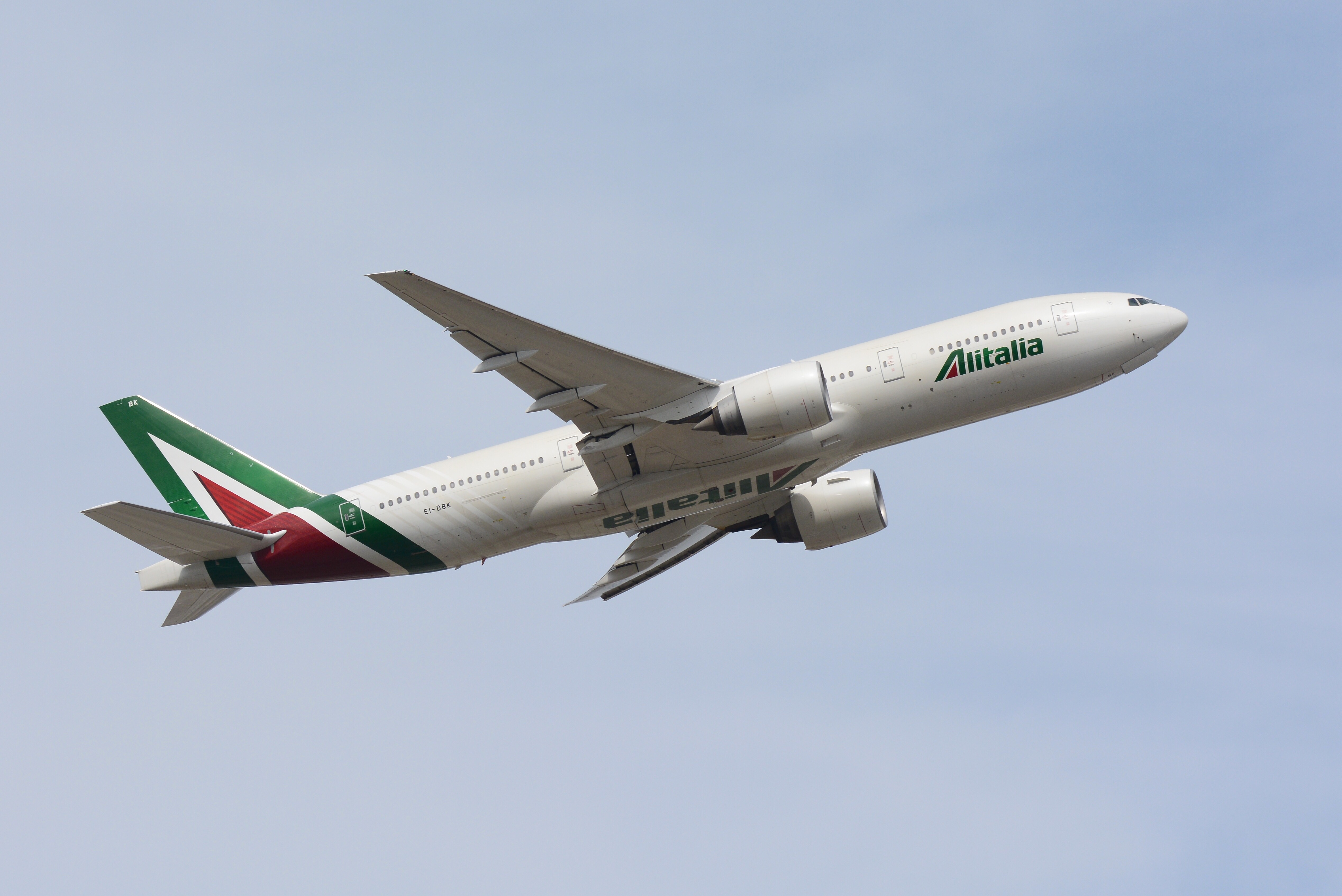
Boeing 777 w barwach Alitalia

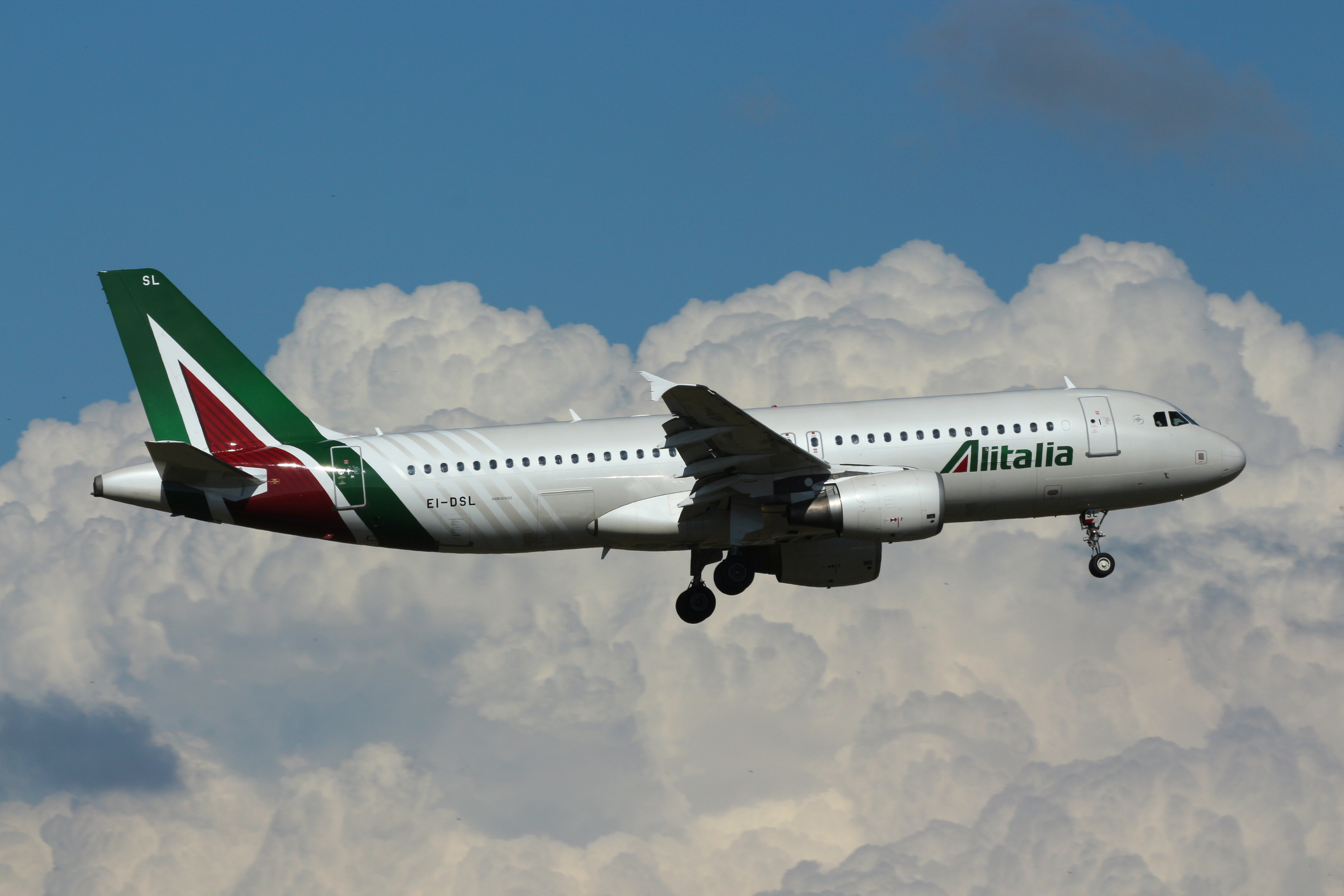
Airbus A320 w barwach Alitalia

Alitalia (AZ) – włoski narodowy przewoźnik lotniczy, istniejący od 1946 do 2021. Dominującym udziałowcem był włoski skarb państwa, reszta akcji znajdowała się w rękach pracowników. Główny inwestor branżowy, Etihad, dysponował 49% udziałów.
Główny węzeł Alitalii znajdował się na lotnisku Fiumicino w Rzymie (FCO). Do końca marca 2008 roku Alitalia posiadała drugi węzeł na lotnisku Malpensa niedaleko Mediolanu. Dyrekcja Generalna zdecydowała jednak o opuszczeniu tego lotniska i przeniesienia 1/3 samolotów na lotnisko główne do Rzymu.
Linia należała do aliansu SkyTeam, którego była jednym z założycieli.
15 października 2021 linia zakończyła swoją działalność, a w jej miejsce powstało ITA Airways.

## Linie partnerskie
Alitalia oferowała swoim pasażerom połączenia lotnicze w formule codeshare z poniższymi liniami lotniczymi:
| - Aerofłot - Aerolíneas Argentinas - Air Baltic - Aircalin - Air Corsica - Air Europa - Air France - Azerbaijan Airlines - Bulgaria Air | - Carpatair - China Airlines - China Eastern Airlines - Cyprus Airways - České aerolinie - Delta Air Lines - Etihad Airways - Gol Transportes Aéreos - KLM | - Korean Air - Kuwait Airways - Luxair - Middle East Airlines - Montenegro Airlines - Saudia - SriLankan Airlines - TAP Portugal - TAROM |

## Flota Alitalia
Stan floty Alitalia pod koniec 2020 roku (przed likwidacją linii):
| Samolot (Model)  | Liczba | Liczba przekazanych do ITA Airways |
| ---------------- | ------ | ---------------------------------- |
| Airbus A319-100  | 22     | 18                                 |
| Airbus A320-200  | 38     | 33                                 |
| Airbus A321-100  | 2      | 0                                  |
| Airbus A330-200  | 10     | 7                                  |
| Boeing 777-200   | 8      | 0                                  |
| Boeing 777-300ER | 1      | 0                                  |
| Suma             | 81     | 58                                 |

## Kłopoty finansowe (2008)
W 2008 roku Alitalia znalazła się na skraju zapaści finansowej. Wielu ekonomistów obwiniało za ten stan rzeczy niewspółmiernie wielką (w porównaniu do floty) liczbę pracowników. W głównej firmie w 2008 r. pracowało 19 000 pracowników. Uwzględniając spółki-córki Alitalii liczba ta wynosiła 25 000 pracowników. Dawało to średnio liczbę ok. 150-180 pracowników na jeden samolot. Doprowadziło to do sytuacji, w które deficyt firmy rósł niezwykle szybko – Alitalia traciła 500 tys. euro dziennie w 2006 roku, 1 mln euro dziennie w 2007 roku i 1,5 mln euro dziennie w 2008 roku. Pomimo tak fatalnej sytuacji finansowej, nie ustawały strajki pracowników domagających się zwiększenia płac i zmniejszenia czasu pracy. Grożąca zapaść finansowa spowodowała wspomnianą decyzję o wycofaniu się z lotniska Malpensa oraz podjęcie decyzji o sprzedaży firmy zewnętrznemu inwestorowi. W pierwszej kolejności rozważano wyłącznie firmy włoskie. Gdy jednak nie znalazł się żaden chętny z odpowiednimi środkami na uratowanie firmy przed bankructwem, zwrócono się do koncernu lotniczego Air France-KLM. Pod koniec grudnia 2008 roku, zarząd spółki oraz ministerstwo skarbu państwa podjęło decyzje o sprzedaży linii lotniczych prywatnemu włoskiemu przewoźnikowi AIR ONE. Od 13 stycznia 2009 grupa działa pod szyldem Alitalia – Compagnia Aerea Italiana S.p.A. W sierpniu 2014 roku Etihad stał się głównym inwestorem przewoźnika – wartość pierwszej inwestycji to 560 mln euro (całkowity wkład będzie wynosił około 1,758 mld euro).

## Alitalia w Polsce
W Polsce przewoźnik oferował bezpośrednie połączenia z Warszawy i Krakowa do Rzymu (Fiumicino) i Mediolanu. W 2006 linia przewiozła na tych trasach 235 tysięcy podróżnych, w 2008 103 tysiące, natomiast w 2010 roku 73 tysiące pasażerów.